# NGC 2375
NGC 2375 é uma galáxia espiral barrada (SBb) localizada na direcção da constelação de Gemini. Possui uma declinação de +33° 49' 57" e uma ascensão recta de 7 horas, 27 minutos e 09,4 segundos.
A galáxia NGC 2375 foi descoberta em 20 de Fevereiro de 1849 por William Parsons.